# (6690) Messick
(6690) Messick es un asteroide perteneciente al cinturón de asteroides, región del sistema solar que se encuentra entre las órbitas de Marte y Júpiter, descubierto el 25 de septiembre de 1981 por Brian A. Skiff desde la Estación Anderson Mesa (condado de Coconino, cerca de Flagstaff, Arizona, Estados Unidos).

## Designación y nombre
Designado provisionalmente como 1981 SY1. Fue nombrado por Hank H. Messick (nacido en 1955) quien fue el primero en enseñarle al descubridor las constelaciones.

## Características orbitales
Messick está situado a una distancia media del Sol de 2,260 ua, pudiendo alejarse hasta 2,608 ua y acercarse hasta 1,911 ua. Su excentricidad es 0,154 y la inclinación orbital 3,757 grados. Emplea 1240,71 días en completar una órbita alrededor del Sol.

## Características físicas
La magnitud absoluta de Messick es 13,69. Tiene 3,983 km de diámetro y su albedo se estima en 0,486. 